# Projektor

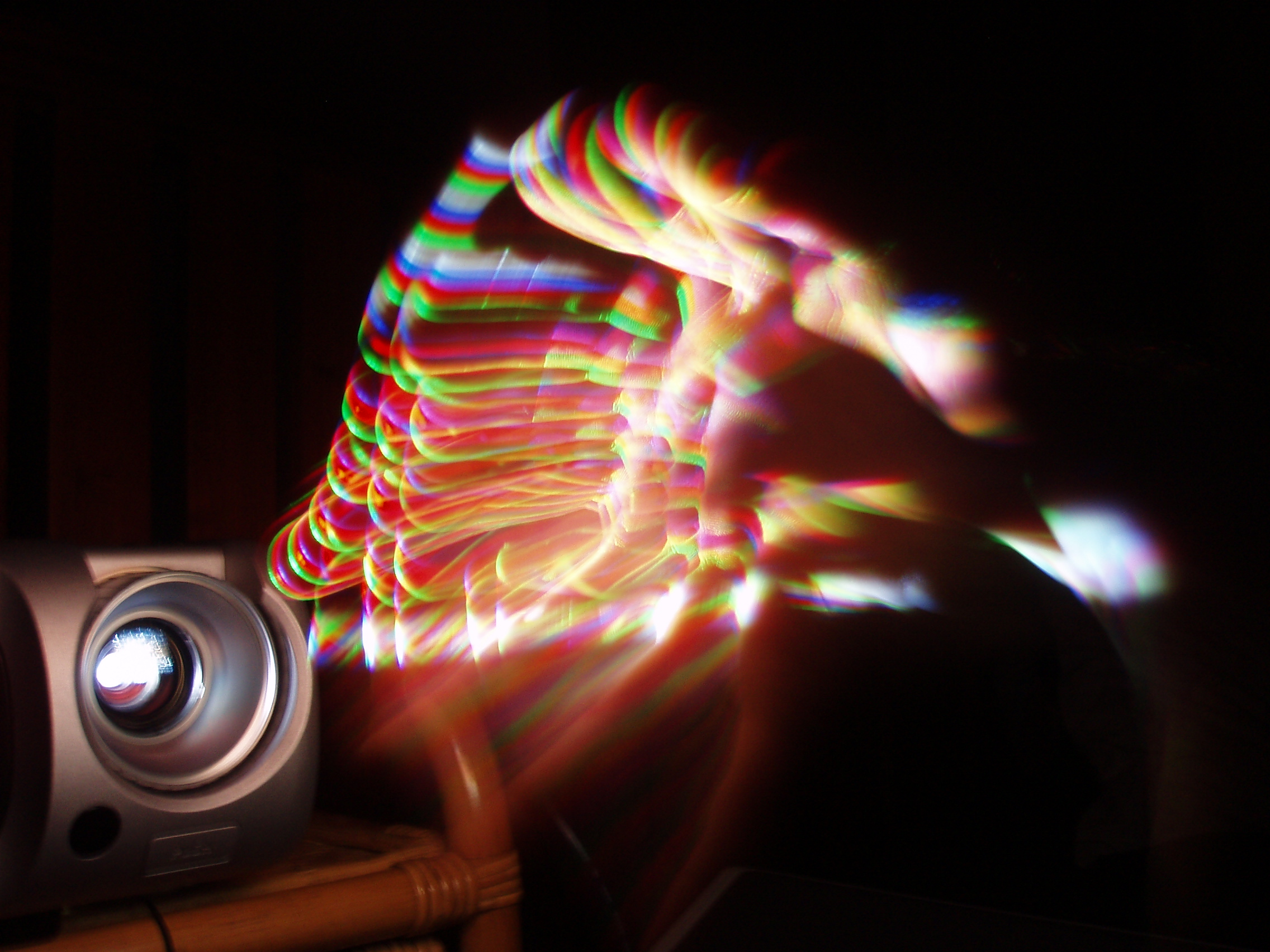

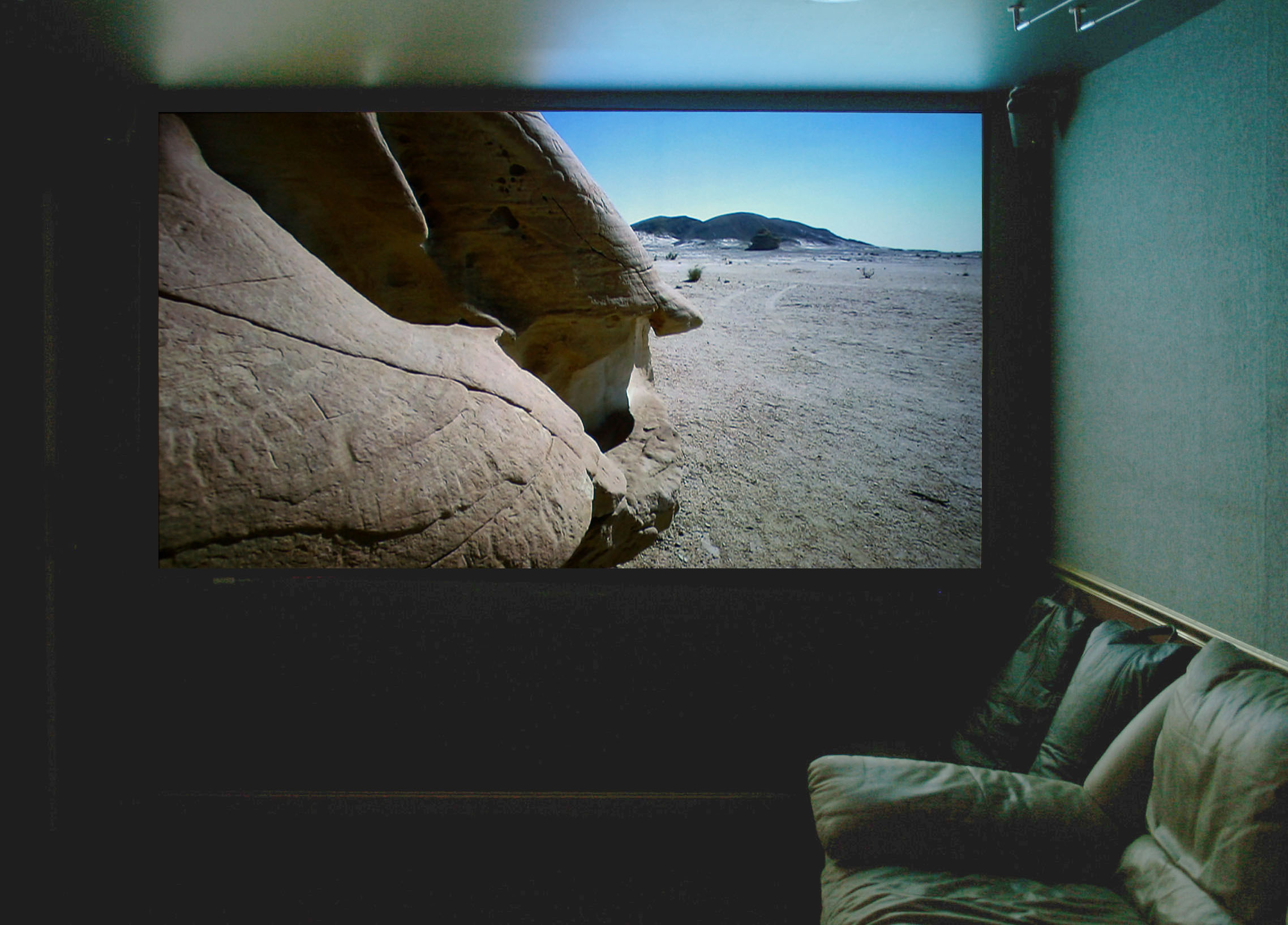
Videoprojektorral kivetített kép egy házimoziban

A projektor, videoprojektor vagy digitális vetítő a számítástechnikában egy kimeneti eszköz. A számítógéptől egy kábelen videojelet kap, és az ennek megfelelő képet a lencséjén keresztül kivetíti egy külső felületre, például falra, vászonra stb. A videoprojektort elsősorban konferenciákon és előadásokon használják prezentációk bemutatására. Bár viszonylag drága eszköz, használata terjed az iskolai oktatásban (kiváltva az írásvetítőket), sőt a „házimozikban” is, főleg, hogy ára az utóbbi években jelentősen csökkent.
A videoprojektorok fontos tulajdonsága a felbontás. Tipikus hordozható projektor felbontások és elnevezések: SVGA (800×600 pixel), XGA (1024×768 pixel), 720p (1280×720 pixel) és 1080p (1920×1080 pixel).
A videoprojektorok másik fontos tulajdonsága a fényerő, amit lumenben (röv. „lm”) mérnek. Az 1500 és 2500 lm közti fényerejű projektorok csak elsötétített szobában, kis felületre képesek jól látható képet vetíteni. 2500 és 4000 lm közti készülékkel homályos teremben közepes méretű felületre, 4000 lm felettivel pedig nagyméretű felületre lehet vetíteni olyan teremben, ahova nem süt be a nap és villannyal sincs megvilágítva. A láthatóság szempontjából a kivetített kép mérete is lényeges, mert a készülék fényereje konstans, holott a vetített képméret növelésével a megvilágításhoz szükséges fényerőnek a képméret területével arányosan kellene növekednie.
A kivetített kép minősége a projektor egyéb paramétereitől (akusztikus zajszint, kontraszt stb.) is függ.
Főbb gyártók:
- ASUS
- BenQ
- Epson
- Hitachi
- Mitsubishi
- NEC
- Optoma
- Panasonic
- Runco
- Samsung
- LG Electronics
- Sony
- Toshiba
- Viewsonic

## DLP és LCD technológia
A Sony maga leginkább az új technológiát alkalmazó LCD projektorok mellé teszi le a voksát. A két új modell háromszínű, RGB konvergenciát alkalmaz a színek megjelentetésre. A gyártó szerint ez az alkalmazott eljárás jelentősen jobb színképzésre alkalmas, és észrevehetően élesebb képeket tud megjelentetni, valamint a mozgó alakok ábrázolása a kivetített képeken is sokkal életszerűbb, mint a hagyományos DLP projektorok esetében. A hagyományos DLP projektoroknál egyébként nem lehet letagadni azt a kényelmetlenséget, hogy hosszabb ideig történő nézésük után az ember szemének kényelmetlen érzése támad az alkalmazott színtárcsa miatt. Ez a kényelmetlen érzés néhány óra után már jelentkezhet. Ennek ellenére a DLP projektorok piaci helyzete stabilizálódott, sőt az eladási mutatók jelentős növekedést is jeleznek. A működése nem különösebben bonyolult.

## LCD-képernyő, hátulról vetítős projektor
A DLP kiváló képminőségének a kulcsa az a különleges, félvezető chip, mely több millió, egymás mellett elhelyezett mikrotükröt szabályozva nagy felbontású, élénk színű képet nyújt, a lehető legkevesebb hibával. És mivel a DLP teljes egészében digitális technológia, a digitális forrásból érkező jel, az egész videorendszeren keresztül megőrizheti a jeltisztaságot, hiszen nincsen szükség arra, hogy a projektorba belépve analóggá alakítsák át.
A projektorok széles körű elterjedését az üzleti szférában divatossá vált prezentációknak köszönhetjük. A bemutatókhoz viszont hordozható, könnyen beüzemelhető, nagy fényerőt biztosító vetítőkre van szükség. Ezeknek az elvárásoknak az LCD-képelemek alkalmazásával sikerült megfelelni. Az említett technológiának annyi előnyös tulajdonsága van, hogy napjainkban az LCD-vetítőkből adják el a legtöbbet. Egyetlen komoly hátránya, hogy a képet létrehozó folyadékkristályos cellákkal egyelőre nem tudnak tökéletesen fekete képpontokat létrehozni, ezért a kontraszt korlátozott. A legjobbaknál elérheti az 1:800 értéket, de az átlag 1:400--1:450 között mozog.
A DLP technológia az LCD-nél később indult, de az utóbbi időben egyre nagyobb teret követel magának. Ennél a kivitelnél akár 1:2000 kontraszt is elérhető. A DLP projektoroknál a képalkotáshoz alkalmazott forgó színtárcsa miatt érzékenyebb szemű nézők a sötét háttér előtt lévő világos felületek körül színes karikákat – úgynevezett szivárványhatást – láthatnak.

## Vetítővászon
Mivel a vetítővásznat, illetve magát a projektort is falra, vagy mennyezetre kell szerelni, ezért meg kell oldani a vezetékezést. Ezek a kényelmetlenségek azonban megtérülnek: jelenleg a legjobb képminőséget a legnagyobb képméret mellett a vetítők garantálják.
Ahol nagyméretű, nagy felbontású és fényerejű videokép előállítására van szükség, aligha jöhet szóba más eszköz, mint egy nagy teljesítményű, fixen telepített projektor. Ezeknek széles skálája ismert; van csöves (CRT, és van LCD-s vagy DLP (DMD-s), egyetlen vagy három objektívvel ellátott, mennyezetre vagy padlóra szerelt. Olyat is láthatunk, amikor több projektor működik együtt több kép egyidejű vetítése érdekében, de van olyan is, amikor egyetlen képet vetítenek több géppel a fényerő növelése érdekében.
Mi minden az, ami a legsajátosabban jellemzi a fixen telepített projektorokat (annak ellenére, hogy a mai hordozható projektorok is egyre többet tudnak, és paramétereikben sokszor megközelítik a telepített projektorokat)? Ezek a készülékek nagy fényerejű, kontrasztos képeket állítanak elő úgy, hogy kompatibilisek a videoforrások széles skálájával, lehetővé téve a legkülönfélébb csatlakoztatást. Tömegük 10 kg-tól akár 120 kg-ig is terjedhet. A beállítási lehetőségek messze meghaladják az asztali, illetve hordozható projektorokét. A telepített projektorok - ahogy ma már minden nemzetközi piacra szánt elektronikus készülék - 120 V és 240 V hálózati feszültséghatárok között átállítás nélkül működni képesek. A telepített videovetítők a szélsőséges környezeti feltételek mellett is meg kell hogy állják a helyüket, vagyis minőségi képet kell hogy visszaadjanak. Ez nemcsak a fényerőre, kontrasztra, felbontásra és színhelyességre vonatkozik, hanem a hőmérsékletre és a páratartalomra, valamint a környezeti megvilágításra is. A hosszú távú stabilitás, a folyamatos működés, az üzembiztonság tekintetében is felül kell múlniuk a hordozható projektorokat. 
Általában nagyszámú nézőt szolgálnak ki. Nemcsak video anyagokat, hanem számítógépes ábrákat, szöveges információt, grafikus (nagy felbontású) ábrákat, animációkat is meg kell tudni jeleníteni velük. Sok esetben használják őket polgári és szakmai irányító központokban, vezérlő termekben, biztonsági rendszerekben. Leggyakoribb alkalmazásukat azonban a multimédia terén találják, amikor koncertek, kereskedelmi bemutatók, áruházak, múzeumi prezentációk, televíziós show-műsorok stb. szereplőiként találkozunk velük. A HDTV a videoprojektorokkal szemben újabb kihívást fogalmaz meg (nagyobb képméret és fényerő). A legtöbb korszerű, csúcsminőségű projektor képes HDTV jelek fogadására és visszaadására is. Ez lehetséges mind az 1920x1080 képelemes váltottsoros, mind az 1280x720 képelemes progresszív kiolvasású rendszerben. Ezek a rendszerek több országban az 1999. év során kerülnek bevezetésre a műsorszolgáltatók részéről. A telepített videoprojektorokat könnyű beilleszteni bármilyen konferencia-rendszerbe. Az élő videoképek és a számítógépről jövő jelek „keverésének” semmilyen akadálya nincs. Sok helyen arra használják a projektorokat, hogy a beszélőről (előadóról, énekesről stb.) életnagyságú képet mutassanak, hogy az illető jól látható legyen távolról is. Előszeretettel alkalmazza őket a távoktatás, a távgyógyítás és természetesen az előadótermekben folyó, valamint a laboratóriumi kísérleteket használó oktatás. Összefoglalva azt mondhatjuk hogy a telepített projektorok tudják mindazt, amit az asztali és hordozható típusok és még annál sokkal többet. Az objektívek általában cserélhetők, a képoldal arány változtatható, és a készülékek általában minden gond nélkül szinkronozhatók a VHS képmagnóktól a számítógépes grafikus állomásokig, mindenféle forráshoz. 
A legjobb projektorok képminősége olyan, hogy összevethető egy számítógép monitor vagy egy kiváló tv-monitor képével mind a gradáció, mind a felbontás vagy a színvisszaadás tekintetében. Az LCD projektorok a képet az LCD-panelben található képelemek egyenkénti kapcsolgatása útján állítják elő. Ezek a vetítő fényforrás útjában vannak és vagy átengedik vagy különböző mértékben lezárják a rájuk eső fényt. Az ún. poliszilikon LCD-panelek mérete kicsi: általában 0 9 - 1,8 col a képátló mérete és csaknem mindig a 4:3 képoldalarányt követik. Ezekben rögzített számú „beépített” képelem található, melyek rendszerint összefüggésben vannak a szabványos számítógépmonitor-felbontás értékekkel (pl. 640×480 vagy 1024×768). A képelem által átengedett fény monokróm. Színes képek előállításához - az egyik elterjedt megoldásnál - három precíziós dikroikus tükör szükséges, amelyek a vetítőlámpából jövő fényt vörös, kék illetve zöld színűre bontják. Mindegyik fénysugár útjában egy-egy LCD-panel van, majd a modulált fénysugarakat ismét egyesítik prizmák segítségével, hogy a színes képet megkapják. (Létezik egy LCD paneles megoldás is, de a telepített nagy teljesítményű gépekben a 3 LCD paneles elrendezést alkalmazzák.) 
A megfelelő elektronikus áramkörökkel ellátva minden LCD projektor képes a fentiekben felsorolt források fogadására. Azonban a képcsöves vetítőktől eltérően az RGB képeket az LCD projektorokban magán a házon belül egyesítik és így egyetlen vetítő objektívre van csak szükség. Ez sok esetben cserélhető. A legnagyobb előny az, hogy nincs szükség a konvergencia beállítására, mivel azt a gyártás során elvégzik. Az ún. DLP projektorok a Digital Light Processing (digitális fényvezérlés) elve alapján dolgoznak. Ezeknek a felbontása is rögzített, mivel a bennük alkalmazott alapelem egy mikroszkópikus, képelem-méretű tükör. A tükör fényvisszaverését digitálisan változtatni lehet annak tengelyből történő kimozdításával, amit elektronikus úton, a vezérlő jel segítségével érnek el. Ezek a projektorok közvetlenül alkalmasak digitális videojelek fogadására, mint amilyen a HDTV vagy az ITU-601-es ajánlásnak megfelelő soros digitális videojel. A DLP projektorok kevésbé érzékenyek a környezeti hatásokra (pl. hő), mint az LCD-projektorok. Ezek is belül egyesítik az RGB képeket, így itt is egyetlen, esetleg cserélhető objektívet lehet alkalmazni. Külön kategóriát képeznek a telepített projektorok világában az igen nagy teljesítményű ILA (Image Light Amplifier) technológiát (a Hughes és a JVC közös szabadalma) hasznosító projektorok. 
Az LCD és DLP-projektorok ezzel szemben ott vannak előnyben, ahol a bemenő jel képpont-struktúrája (illetve felbontása) illeszkedik a panelek képpont-struktúrájához. Ha nem így van, akkor egy további jelfeldolgozási eljárásra van szükség, amely a bemenő jelből a panel struktúrájának megfelelő felbontási mintát állít elő. Ezt „scaling”-nek nevezik és lényegében a bemenő jel kompresszióját vagy expanzióját jelenti. Természetesen ez minden esetben a jel romlását (élességveszteség, részletek elveszése, szövegolvasás romlása stb.) jelenti abban az esetben, ha a bemenő jel felbontása jobb, mint az LCD vagy DMD panelé.
Az LCD- és DLP-projektoroknál minden erőfeszítés ellenére a kontraszt ennél kisebb, bár nagyon nagy a fejlődés ezen a téren is. A fényerő hasonlóképpen fontos. A terem mérete, a vetített kép nagysága és a környezeti megvilágítás befolyásolják a szükséges fényerőt. Az átlagos képcsöves projektorok 150-400 ANSI lumen fényáram előállítására képesek, ami nem túl magas érték, bár ma már készítenek különlegesen nagy fényerejű, 1000 lumenes csöves projektorokat is.

## Külső hivatkozások
- Projektor.lap.hu - linkgyűjtemény